# تایسون فودز
تایسون فودز (به انگلیسی: Tyson Foods) شرکت چندملیتی آمریکایی مستقر در اسپرینگدیل، آرکانزاس است، که در حوزه کشاورزی، دامداری و صنایع غذایی فعالیت می‌کند.
تایسون فودز در سال ۱۹۳۱ توسط جان دبلیو. تایسون راه‌اندازی شد و اکنون بزرگترین صادرکننده گوشت در ایالات متحده می‌باشد و پس از شرکت برزیلی جی‌بی‌اس، دومین پخش‌کننده گوشت گاو، گوشت مرغ و گوشت خوک در جهان به‌شمار می‌آید.
دفتر مرکزی این شرکت در شهر اسپرینگ دیبل، آرکانزاس قرار دارد و سهام آن در بازار بورس نیویورک معامله می‌شود. تایسون فودز در سال ۲۰۱۳ در فهرست فرچون ۵۰۰ رتبه ۹۳ از بزرگترین شرکت‌های ایالات متحده آمریکا را به خود اختصاص داد.